# ينغجة (هريس)
ينغجة هي قرية في مقاطعة هريس، إيران. عدد سكان هذه القرية هو 151 في سنة 2006.